# Otostephanos mundiformis
Otostephanos mundiformis är en hjuldjursart som beskrevs av De Koning 1947. Otostephanos mundiformis ingår i släktet Otostephanos och familjen Habrotrochidae. Inga underarter finns listade i Catalogue of Life.